# Ocean's Twelve
Ocean's Twelve, conocida en Hispanoamérica como La nueva gran estafa, es la secuela del filme de 2001 Ocean's Eleven. Como su predecesora, esta película está dirigida por Steven Soderbergh. Protagonizada por George Clooney, Brad Pitt, Matt Damon, Catherine Zeta-Jones, Andy García, Don Cheadle, Bernie Mac y Julia Roberts. La película fue estrenada en los Estados Unidos el 10 de diciembre de 2004. La segunda secuela, Ocean's Thirteen, fue estrenada el 8 de junio de 2007. Su banda sonora incluye el tema L'appuntamento, interpretado por Ornella Vanoni.

## Sinopsis
La película comienza pasados tres años y medio después del gran golpe proporcionado a los casinos de Benedict. En Roma, Rusty Ryan (Brad Pitt) vuelve a su casa para estar con su pareja, que le comenta haber logrado grandes avances en un caso policial, en el cual Rusty se da cuenta de que está implicado, por eso simula darse un baño y se marcha por la ventana.
Del otro lado del mundo, en Connecticut, Danny Ocean (George Clooney), bajo el seudónimo de “Miguel Díaz”, desea suscribir un plan de pensiones de renta fija en un banco expresándole su satisfacción al empleado por haber estado antes en una cámara; ahora vive con su esposa Tess (Julia Roberts), que se dedica a dar clases artísticas. Danny la llama para organizar una celebración por su aniversario de casamiento, pero Tess es interrumpida por la inesperada visita de Terry Benedict (Andy García), que descubre a las personas que le robaron su dinero y reclama sus 160 millones de dólares más intereses; además se encarga de aclararle que no es la única persona en el mundo que está en busca de “los Once de Ocean” .
Uno por uno los miembros son localizados por Benedict y se reúnen faltando 13 días para devolver el dinero robado, teniendo un plazo de 2 semanas para devolverlo; el grupo llega a la conclusión de que Terry no pudo haberlos encontrado por sí solo y que ha recibido la ayuda de otra persona, la cual ha “violado la ley número 1”. Saul Gloom (Carl Reiner), el más longevo de la banda, ya no encuentra una motivación para seguir en actividad y decide marcharse.  Mientras tanto el equipo se marcha a Ámsterdam debido a que su figura es de conocimiento público en el continente americano. 
Quedan sólo 11 días para la entrega del dinero. Danny, Rusty y Linus Caldwell (Matt Damon), reclamando más participación en este robo, se reúnen en un bar con Matsui (Robbie Coltrane) para ver qué negocio les tenía preparado. Aunque Linus, debido a su inexperiencia, no logra comprender la jerga con la que se estaba conversando y casi echa a perderlo todo, Ocean y Ryan consiguen un objetivo: intentar entrar a la casa de Wan der Woude, un millonario solitario coleccionista de documentos y antigüedades muy valiosas; la excentricidad de este personaje es tal al punto de tener su casa extremadamente vigilada (por dentro inclusive), y de tener agorafobia, con lo cual nunca sale de la misma.
De todos modos no resulta ser un trabajo fácil porque no encuentran un lugar por el cual acceder, así que el equipo tiene la idea de alzar en vilo la propiedad, debido a que no se encuentra flotando sobre el agua y no se halla anexada a los edificios vecinos. Busher Tarr (Don Cheadle), con un disparo de ballesta logra conectar un cable y Livingston Dell (Eddie Jamieson) introduce el código otorgado por Matsui; el robo parece tener éxito. 
La Europol es alertada del suceso y la agente Isabel Lahiri (Catherine Zeta-Jones) se pone a investigar el atraco. Durante la investigación deduce que los ladrones utilizaron la técnica de Max Schummann, emulando a un ladrón que hizo similar trabajo hace unos años en Estambul. Durante este lapso se revela que Isabel fue la expareja de Rusty; aunque también logra darse cuenta de que el robo planeado no tuvo el éxito para los americanos debido a la aparición, mediante un audio, de un misterioso personaje que se revela como “el principal responsable de la visita del grupo al continente europeo”, además de dejar como mensaje una figurilla de un zorro. También es el que triunfa en el robo del documento y afirma que hizo un trato con Matsui y que después este último contactó a Danny y a Rusty: sin duda alguna es el hombre que los delató a Benedict y el que le fija las condiciones al dueño de los casinos para que se las transfiera al equipo de Ocean, denominándose “El Zorro Nocturno”.
Frank Catton (Bernie Mac) es detenido por Isabel al encontrarse su huella en la escena del robo y el grupo intenta en su búnker encontrar las razones por las cuales '“El Zorro” los ha delatado. Isabel se aparece ante Rusty (viendo bien los rostros de Danny y del acróbata Yen) y le implora que le pida perdón a este personaje además de darle el seudónimo desconocido por ellos, no sin antes secuestrarle su teléfono sin que se diera cuenta. Al salir del hotel, Yen (Shaobo Qin) es introducido en una maleta para no ser detectado y el grupo se marcha hacia Roma cuando quedan 6 días para devolver el dinero; mientras se revela la verdadera identidad del Zorro: su verdadero nombre es François Toulour (Vincent Cassel), un reconocido ladrón europeo muy talentoso, autor de numerosos ilícitos de mucho renombre en el Viejo Continente, que además fue entrenado por Gaspar Le Marc (Albert Finney), considerado el mejor ladrón de todos los tiempos. 
Cuando quedan 5 días para que se cumpla el plazo, Danny lo visita en su villa en el Lago Como para que le explique el motivo de su traición; Toulour el mes anterior fue a Portugal a visitar a su mentor Le Marc y junto con él se encontraba un “amigo americano”, el cual le contó el gran golpe que gestó el equipo de Ocean en Las Vegas y lo calificaba como el mejor ladrón del mundo (algo en lo que Le Marc pareció estar de acuerdo). Esto despertó los celos de Toulour, que está convencido de ser mejor que Danny, y por eso le propone ir tras el mismo objetivo. Ocean no acepta, pero cambia de opinión cuando François, en caso de ser el perdedor del reto, le promete pagar la deuda del equipo con Benedict, prometiéndole que Le Marc guardará el dinero como garantía.
El objeto a robar es el Huevo de la Coronación de Fabregé, que se exhibirá en Roma en la '“Galleria D´Arte”; está muy bien custodiado, viaja en una caja de seguridad y, a veces, se suelen exponer réplicas sin que la gente se dé cuenta. Isabel se percata de que Ryan y sus socios irán en busca del Huevo, y pide una autorización (la 1077) a su superior, pero es rechazada.
Faltan 3 días para el plazo y el grupo en su búnker prepara un plan para entrar a la galería por la mañana debido a que la red de láser es imposible sobrepasarla (incluso para Yen), y está programada para movimientos aleatorios durante la noche. 
Roman Nagel (Eddie Izzard), un experto técnico amigo de la banda, crea holográfica y digitalmente un huevo idéntico al verdadero que puede permanecer en excelente estado por 2 minutos, Roman exige el doble de pago pero Rusty se da cuenta de que Isabel tiene su teléfono (por eso sabe del robo a perpetrar) y el grupo se encuentra confundido ante la situación.
“El Zorro Nocturno”, ocultando su identidad, le hace creer a Lahiri que se han sustraído unos cuadros de su casa y le entrega un video con cámaras de seguridad ocultas. Lo curioso de este video es que los supuestos ladrones son integrantes de la banda de Ocean.
Lahiri, con la autorización 1077 en su poder, pide mucha seguridad para cubrir el Huevo y le da a la Policía los nombres de la banda.
Quedan 2 días para el plazo y el grupo se prepara para actuar, pero todos salvo Linus, Busher y Turk Malloy (Scott Caan) son detenidos y encerrados al ser detectados por la Policía y gracias a la información brindada por Toulour; además se revela que este tiene cámaras que muestran constantemente el lugar de reunión del grupo y la vigilancia que siempre tiene sobre ellos. Los 3 restantes se ponen a pensar en una nueva estrategia y se les ocurre agregar a una mujer famosa para que genere menos sospecha y pueda cambiar el Huevo: esa mujer es Tess, la cual no está del todo convencida para actuar ya que no sabe la situación actual de su esposo Danny y porque tiene que simular que es la actriz Julia Roberts (ella misma). Solo queda 1 día para devolverle el dinero a Bennedict y el resto del grupo con Tess, supuestamente embarazada más la reaparición de Saúl haciendo de médico, se juega su última carta activando el holograma y sustrayendo el Huevo pero Isabel se da cuenta del movimiento y los ladrones son encarcelados junto con los demás.
A la estación de Policía llega la agente del FBI Molly Star (Cherry Jones) y le aclara a Isabel que debe volar a Ámsterdam porque se descubrió una irregularidad en unos papeles; mientras ella ve a los prisioneros desea interrogar en primer lugar a Linus, le pide que testifique contra sus socios para ser liberados (se les retiran los cargos en Italia) y ser extraditados a Estados Unidos inmediatamente. Linus se niega a hacerlo, pero al no tener opción accede a la petición de Star (más tarde se revela que es su madre). Los miembros son liberados, pero Rusty se dirige a tomar un avión e Isabel desea seguirlo; Ryan le dice que su padre sigue vivo y el motivo de por qué su madre lo separó de él y ambos se suben a un avión mientras Isabel le devuelve su celular.
Mientras tanto Frank es liberado en Ámsterdam y Toulour llega a su villa con un paquete y su sirvienta le informa que hay 2 personas esperándolo: Danny y Tess quieren saber cómo el Zorro pudo llevar a cabo el ilícito, Toulour les cuenta que pudo sobrepasar la red de láser gracias a sus habilidades de Capoeira, Danny lo reconoce como el mejor pero le aclara que no se retirará sin su ganancia. François no comprende lo que está pasando y luego se da cuenta de que Ocean previamente al desafío tuvo un encuentro con Le Marc. 6 días antes del plazo Danny y Rusty se reunieron en París con el famoso ladrón que les pide disculpas por los problemas que le causó a ellos y a su banda al provocar a Toulour con sus comentarios que tuvo con su amigo americano.
Le Marc, quien robó el Huevo en 1980, les proporciona a ambos la información de que el verdadero objeto será transportado por una persona en una mochila que saldrá desde la estación de tren Gare du Nord a las 9:30 de la mañana, pero a cambio de eso Gaspar les pide confidencialidad absoluta entre los 3. Además les aclara que, desde el comienzo del desafío al verlo en su villa, Toulour siempre los vigilaría a donde quiera que vayan, de manera tal que había que gestionar una puesta en escena muy elaborada.
El grupo cumplió al pie de la letra las indicaciones, robó el Huevo durante el trayecto en el tren simulando una pelea y fingieron todo lo que sucedió en Roma de forma que “El Zorro Nocturno” creyera que iba venciendo con total seguridad. Toulour se da cuenta de que robó una réplica, no puede creer la derrota y se ve obligado a cumplir su deuda pagándole el dinero a Bennedict.
Rusty e Isabel llegan a una casa desconocida y Ryan les revela que su padre es el ladrón Gaspar Le Marc. Ambos se abrazan conmoviéndose y Rusty decide dejar el Huevo con la persona a la que considera su verdadero dueño.
En Las Vegas Reuben Tishkoff (Elliott Gould) le lleva el cheque a su amigo Bennedict dándole el pago realizado. Terry advierte que esta clase de ladrones son personas a las cuales no les gusta perder, con lo cual se mantendrá alerta; en ese momento se muestra a Toulour haciéndose pasar por un empleado del Bellagio.
A la semana siguiente se reúnen Ocean con Tess, Rusty con Isabel y el resto de sus socios criminales para divertirse en una cena y jugar al póker finalizando la película.

## Reparto
| Actor                | Personaje                                           |
| -------------------- | --------------------------------------------------- |
| George Clooney       | Daniel "Danny" Ocean                                |
| Brad Pitt            | Robert "Rusty" Ryan                                 |
| Matt Damon           | Linus Caldwell                                      |
| Catherine Zeta-Jones | Isabel Lahiri                                       |
| Andy García          | Terry Benedict                                      |
| Don Cheadle          | Basher Tarr                                         |
| Bernie Mac †         | Frank Catton                                        |
| Casey Affleck        | Virgil Malloy                                       |
| Scott Caan           | Turk Malloy                                         |
| Eddie Jemison        | Livingston Dell                                     |
| Carl Reiner †        | Saul Bloom                                          |
| Elliott Gould        | Reuben Tishkoff                                     |
| Julia Roberts        | Tess Ocean / Ella misma                             |
| Vincent Cassel       | El zorro nocturno / Andre Ciment (François Toulour) |
| Shaobo Qin           | Yen                                                 |
| Robbie Coltrane      | Matsui (Ian Nicolas McNally)                        |
| Eddie Izzard         | Roman Nagel                                         |
| Cherry Jones         | Molly Starr (Sra. Caldwell)                         |
| Jeroen Krabbé        | Van der Woude                                       |
| Albert Finney†       | Gaspar LeMarc                                       |
| Bruce Willis         | Él mismo                                            |
| Adriano Giannini     | Director de museo                                   |
| Topher Grace         | Topher Grace                                        |
| Maile Flanagan       | Winnie Tang                                         |
| Candice Azzara       | Esposa de Saul Bloom                                |
| Jerry Weintraub†     | Denny Shields                                       |